# Order Berty

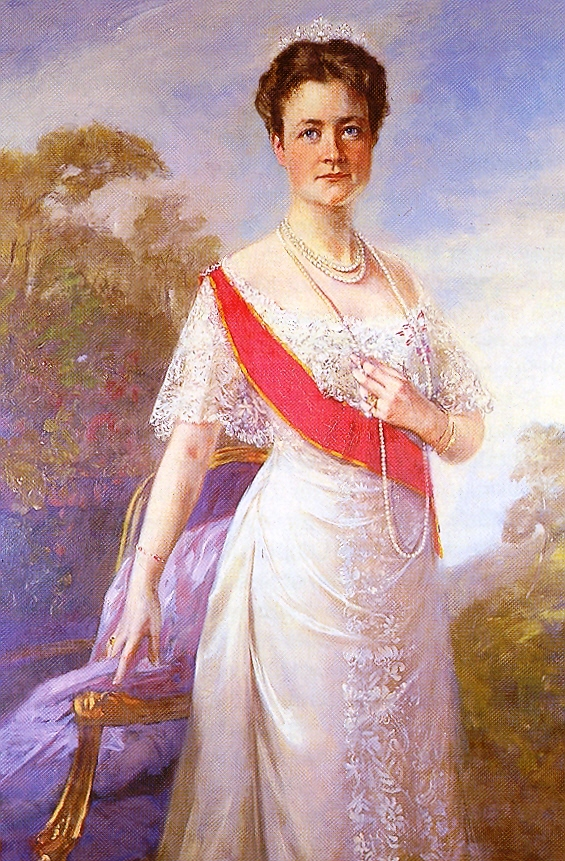
Portret księżnej Berty, patronki a zarazem pierwszej i jedynej wielkiej mistrzyni orderu.

Order Berty (niem. Bertha-Orden) – order kobiecy nadawany w Księstwie Lippe od 30 maja 1910, zniesiony w 1919.
Ustanowiony przez księcia Leopolda IV na cześć jego żony księżnej Berty z domu Hessen-Philippsthal-Barchfeld.
Przyznawany był w jednej klasie i dwóch odmianach:
- Krzyż Kawalerski (Ritterkreuz),
- Krzyż Zasługi dla Kobiet (Frauenverdienstkreuz),
- Medal Zasługi (Verdienstmedaille).